# Arie Luyendyk
Arie Luijendijk (känd som Arie Luyendyk), född den 21 september 1953, är en nederländsk före detta racerförare.

## Racingkarriär
Luyendyk tävlade i formel 3-klasser i Europa, innan han 1984 flyttade till USA och Indycar. Han blev sjua i mästerskapet 1987, vilket var hans genombrott på andra sidan Atlanten, och 1990 chockade Luyendyk de amerikanska toppförarna genom att vinna Indianapolis 500. Han blev sedermera trea i klassikern 1991 samt tvåa 1993. Hans bästa mästerskapsplacering kom 1991 med en sjätteplats. Efter ett par år med Chip Ganassi Racing, satsade Luyendyk på den nya IRL-serien, och där vann han Indy 500 ytterligare en gång 1997 från pole position. Han tog pole även 1999, men hade inget lyckat race, och slutade 22:a. Hans bästa totalplacering i IRL kom 1997 med en sjätteplats. Luyendyk körde sitt sista race 2002, då han tävlade i Indy 500, innan han avslutade sin karriär. Han vann också Daytona 24-timmars och Sebring 12-timmars under sin karriär.